# Vùng Nữ Hướng đạo Ả Rập

Khu vực dưới quyền điều hành của Vùng Nữ Hướng đạo Ả Rập

Vùng Nữ Hướng đạo Ả Rập (tiếng Ả Rập: الإقليم العربي بالجمعية العالمية للمرشدات وفتيات الكشافة) là văn phòng vùng của Hội Nữ Hướng đạo Thế giới có trụ sở tại Cairo ở Ai Cập. Vùng Nữ Hướng đạo Ả Rập bao gồm 17 thành viên Nữ Hướng đạo tại Tây Á và Bắc Phi: Algérie, Bahrain, Ai Cập, Jordan, Kuwait, Liban, Libya, Mauritanie, Maroc, Oman, Palestine, Qatar, Ả Rập Xê Út, Sudan, Tunisia, Các Tiểu vương quốc Ả Rập Thống nhất, và Yemen.
Vùng này là đồng nhiệm của Vùng Hướng đạo Ả Rập của Tổ chức Phong trào Hướng đạo Thế giới (WOSM).